# Písně nepísně
Písně nepísně je druhé sólové studiové album Vladimíra Václavka z roku 2003.

## Seznam písní
| Pořadí         | Název                  | Hudba                           | Text                  | překlad         | Délka |
| -------------- | ---------------------- | ------------------------------- | --------------------- | --------------- | ----- |
| 1.             | Sen                    | Vladimír Václavek               | Federico García Lorca | Miloslav Uličný | 4:05  |
| 2.             | V některých duších ... | Vladimír Václavek               | Federico García Lorca | Miloslav Uličný | 6:07  |
| 3.             | Drakův let             | Vladimír Václavek               | Vladimír Václavek     |                 | 7:23  |
| 4.             | Blázen                 | Vladimír Václavek               | Bohuslav Reynek       |                 | 3:30  |
| 5.             | Odlet vlaštovek        | Vladimír Václavek               | Bohuslav Reynek       |                 | 5:32  |
| 6.             | Ptačí herci            | Vladimír Václavek               | Antonín Přidal        |                 | 9:57  |
| 7.             | Písnička               | africká lidová                  | Antonín Přidal        |                 | 5:38  |
| 8.             | Shinanai               | Vladimír Václavek               | Takumumi Fukushima    |                 | 10:56 |
| 9.             | Sedím si               | Vladimír Václavek, Bohouš Cicko | Vladimír Václavek     |                 | 4:37  |
| Celková délka: | Celková délka:         | Celková délka:                  | Celková délka:        | Celková délka:  | 58:14 |

## Hrají
- Vladimír Václavek – kytary, zpěv, perkuse
- Jarobír Honzák – kontrabas
- Peter Binder – elektrická kytara
- Marcel Bárta – saxofony
- Miloš Dvořáček – bicí
- Jiří Slavičínský – akordeon
- Bohouš Cicko – zpěv
- Martina Himerová – viola
- Luboš Malinovský – sampler

- Luboš Malinovský – nahrávka, míchání a mastering